# Peter Sotos
Peter Sotos (né le 17 avril 1960 à Chicago) est un écrivain, musicien et plasticien américain.

## Éléments biographiques
Après ses études secondaires, Peter Sotos s'inscrit à l'université du Nord de l'Illinois avant d'opter pour l'École de l'Art Institute of Chicago où il étudiera pendant quatre ans. En novembre 1985, alors qu'il collabore régulièrement au groupe Whitehouse et publie le fanzine Pure qui « glorifie le meurtre, décrit à longueurs de pages des massacres sadiques […] [et propose] des “photos érotiques” de victimes mutilées », Sotos est arrêté par la police pour détention de matériel photographique à caractère obscène. On lui reproche, entre autres, d'avoir reproduit dans le n° 2 de Pure un cliché de nature pédophile tiré d'un autre fanzine américain, Incest IV. Inculpé par l’État d’Illinois en vertu d'une révision de la loi sur la pornographie infantile, Sotos devient en 1986 « la première personne condamnée aux États-Unis pour seule possession de matériel pédopornographique ».
Dans Les Forcenés du désir, Christophe Bourseiller observe qu’avec Pure, premier fanzine du genre « murder-zine », « Sotos crée un précédent : La “culture industrielle” vient brutalement de céder la place à un terrifiant courant, un extrémisme sexuel qui depuis lors ne cesse de se manifester. » Bourseiller note néanmoins qu’avec l’anthologie Total Abuse, publiée en 1996, « l’adepte des meurtres en série, qui certes n’a jamais sauté le pas, endosse l’identité de l’écrivain respectable. Son œuvre est volontiers comparée à celle d’un Bret Easton Ellis, dont le best-seller American Psycho a depuis longtemps traversé les océans. » Pourtant, en 2006, dans la revue Lignes, l’éditrice Laurence Viallet témoigne : « Que penser de cette “anecdote” arrivée en Angleterre à l’un des écrivains que je publie ? On a refusé de diffuser un livre écrit par le tueur en série Ian Brady, qui a terrorisé l’Angleterre des années 1960, non à cause du passé de l’assassin britannique, mais parce que l’écrivain Peter Sotos avait rédigé une postface à ce livre. Il est incroyable d’en être réduit à devoir asséner de telles évidences : les livres ne tuent pas, et […] ils ne violent pas, contrairement aux personnes. Au pire, ils nous obligent à regarder en face notre “part maudite”. »

## Littérature
Dans ses livres, Sotos met en scène les criminels sexuels et la pornographie violente, notamment celle impliquant les jeunes enfants, utilisant souvent la narration à la première personne du point de vue de l'auteur des faits violents. D'aucuns considèrent qu'il s'agit pour lui de critiquer l'hypocrisie médiatique autour de ces sujets.
La lecture de ses livres peut être particulièrement éprouvante. Ainsi, dans sa préface à l'édition française d'Index (1999), Jean-Jacques Pauvert écrit : « Le lecteur averti ressortira durablement troublé de cette exploration vertigineuse. Pour les autres, n'hésitons pas à leur conseiller de détourner pudiquement leur regard. Une fois de plus, répétons que nous les comprenons ; les lectures consolantes ont aussi droit de cité (elles en usent d'ailleurs sans modération). Mais il y a les autres. Que nous nous devons de défendre aussi. Sade déjà disait, “Je ne suis pas consolant, moi, je suis vrai.” »
Le 13 mars 2005, au cours de l'émission radiophonique Le Masque et la Plume sur France Inter, l'écrivain et critique littéraire Arnaud Viviant déclare à propos d'Index : « Il y a eu le livre noir du communisme, du capitalisme, etc., là c'est le livre noir de l'humanité. C'est bien qu'il existe,. »
Dans sa livraison d’avril 2006, la NRF publie « La question Peter Sotos » de Bruce Benderson. L’auteur y relève la filiation littéraire qui existe entre les cut-ups de William Burroughs et Brion Gysin et les collages de Sotos qui juxtaposent sans précaution articles de journaux et passages relevant de l’autobiographie ou de l'autofiction (même si Benderson n'emploie pas ce second terme). De façon plus inattendue, il note que dans Égoïste, infime, suivant le tourbillon des appétences des tueurs en série, Sotos retrouve le modèle d’écriture du flux de conscience qui fut celui de certains modernistes dont William Faulkner, James Joyce ou Virginia Woolf. La « rudesse grammaticale » de Sotos lui évoque également Pierre Guyotat pour qui l’écriture est une sécrétion. Le rapprochement avec Georges Bataille semble tout aussi pertinent tant les deux écrivains sont obsédés par la transgression et l’obscénité, même si, loin du désir de transcendance bataillien, Sotos affirme la dynamique des pulsions du moi. Enfin, comparant l’écrivain chicagoan à Sade, Bruce Bendenson précise qu’« en faisant références aux méthodes contemporaines de déconstruction sémiotique, en manipulant le tabou de la pédophilie […], en déboulonnant les explications psychologiques communes du désir et de la sexualité, en se moquant des platitudes progressistes, en refusant de considérer ses propres pulsions à travers le prisme de la biographie psychologisante, Sotos s’escrime à subvertir le système de pensée » de son époque comme Sade le fit en son temps. Cependant, il souligne deux différences essentielles dans leur approche de la perversion. D’abord, la fascination de Sotos pour l’abject qui le conduit à refuser de renverser les valeurs pour déifier le mal. En second lieu, son identification aux victimes et donc son masochisme. Bruce Benderson conclut : « La meilleure façon de juger des écrits de Sotos pourrait être de les lire comme un “texte de jouissance”, ainsi que le définit Barthes dans Le Plaisir du texte, [...] un texte qui “met dans un état de perte, celui qui déconforte (et peut-être jusqu’à un certain ennui), fait vaciller les assises culturelles, psychologiques, du lecteur, la consistance de ses goûts, de ses valeurs et de ses souvenirs, met en crise son rapport au langage.” »
En février 2012, à l'invitation de Dennis Cooper, Peter Sotos donne une conférence au Centre Pompidou. Levant le voile sur ses archives et ses obsessions, il place, dès l’incipit, son propos sous l’influence de Jean Genet, de la lecture sartrienne de Genet, et de R. D. Laing.
Sotos s’est intéressé à l’œuvre de Catherine Breillat et signe la postface à l’édition américaine de Pornocratie. En 2012, Sotos publie Pure Filth (Feral House) avec l’acteur et réalisateur de pornographie gonzo Jamie Gillis. Le livre paraît après la mort de Gillis, en février 2010. En 2014, Sotos publie Desistance (Nine-Banded Books) consacré aux travaux du photographe Antoine D'Agata.

## Musique
Peter Sotos a été membre du groupe de musique industrielle Whitehouse de 1983 jusqu'à la fin de l'année 2002. Il est également crédité sur l'album Bird Seed sorti en 2003.
Il est l’auteur de Buyer's Market, collage sonore d’interviews de victimes de crimes sexuels, de leurs parents ou des forces de l’ordre. Produit par Steve Albini, cet opus solo sort en 1992. Suivront Proxy (Creation, 2005) et Waitress (Creation, 2005).

## Arts plastiques
Peter Sotos réalise des collages vidéo. Il a notamment présenté Waitress I, II et III à la Galerie Éof, à Paris, et au Palais de Tokyo, en avril 2005.
En octobre 2017, une partie de ses archives papiers est présentée pour la première fois à la New Galerie, à Paris, au cours de l’exposition collective What’s Up Doc?,

## Impact culturel
Dans une scène de Love (2015), le réalisateur argentin Gaspar Noé a ostensiblement placé Lazy, l’une des œuvres de Sotos, dans la bibliothèque de son héros. L’écrivain américain est également remercié dans le générique de fin.

## Publications traduites en français
- Index, traduction par Frank Reichert, Paris, La Musardine, coll. « Désordres », 1999  (ISBN 978-2-8427-1036-1), rééd. en 2003, Paris, La Musardine, coll. « Lectures amoureuses »  (ISBN 978-2-8427-1223-5)
- Au fait, traduction par Laurence Viallet, Paris, Éditions Désordres/Laurence Viallet, 2005  (ISBN 978-2-2680-5412-4)
- Égoïste, infime :  Lesley Ann Downey annotée, traduction par Laurence Viallet, Paris, Éditions Désordres/Laurence Viallet, 2006  (ISBN 978-2-2680-5762-0)
- Les Portes de Janus : Anatomies de serial killers de Ian Brady, introduction de Colin Wilson, préface du Dr Alan Keightley, postface de Peter Sotos, traduction par David Perez, Rosières-en-Haye, Éditions du Camion noir, 2011  (ISBN 978-2-3577-9115-2)